# 池田文雄
池田 文雄（いけだ ふみお、1933年（昭和8年）8月23日 - 2003年（平成15年）1月23日）は、日本のテレビプロデューサー。ニッポン放送、日本テレビのプロデューサーを務めた。

## 来歴・人物
東京日本橋の商家の4代目として生まれた。小学校時代は、疎開先のお寺の本堂でドラマを作り、地元の老人たちを泣かせた。
慶應義塾大学在学中はグリークラブでアレンジやコンダクターをしていたほか、先輩のダークダックスに駆り出されて、アルバイトで日劇や国際劇場のステージにも立った。
大学卒業後、広告代理店の三晃社に入社。音楽プロデューサーとして『日石ドライブ・イン・アワー』等を担当した。1958年には担当していた番組が縁でニッポン放送に移る。脚本家倉本聰とは同僚の間柄だった。

### 日本テレビに入社
1962年、やはり番組がらみで日本テレビに移籍。以来、終始音楽畑で仕事をした。71年10月には、作詞家阿久悠が優秀な合格者をレコード会社や芸能プロダクションにせりで落札させるという奇抜なアイデアをひねり出し、萩本欽一を司会に起用した『スター誕生!』をスタートさせる。翌年には早くも森昌子がデビューし、続いて山口百恵、桜田淳子も相次いでデビュー。更には岩崎宏美やピンク・レディーの登場となって、「スタ誕」は押しも押されもせぬ歌謡番組の雄となり、日曜午前11時、スポンサー料金の中では"Cタイム"の「スタ誕」を、ゴールデンタイムと同じ"特A"クラスまでに育て上げた。
1982年10月には、レギュラーの歌番組では90分ものとして初の企画である『歌のワイド90分!』をスタートさせる。"ベストテン"ものが全盛の歌謡番組の中では、冒険といっていい企画だったが、歌のワイド90分!は、前半の7時台はヤング向け、後半の8時台はアダルト向けという家族揃って観られる構成が成功の一因となり、裏番組に根強い人気を持つNHKの『連想ゲーム』や8時台には各局揃って強力な番組をぶつけてくる中、スタート時から平均して視聴率10%を維持し、好調な出足となった。
1984年、昇進とともに現場を担当しなくなることに嫌気をさし、日本テレビを退社。個人事務所「池田オフィス」を立ち上げ、フリーのプロデューサーとして活動を始めた。

### 日本歌謡大賞の産婆役
スター誕生!同様、池田が育ててきたものに『日本歌謡大賞』がある。TBSを除く東京の民間放送テレビ・ラジオ8局の音楽プロデューサーたちで組織している民間放送音楽プロデューサー連盟が主催するものだが、池田はこの連盟の設立から辞めるまでの11年間、公私にわたって面倒をみた。『日本レコード大賞』をTBSに独占された各局の音楽プロデューサーが、口惜しさの余り作った歌謡大賞も、歴史を重ねてレコード大賞に肩を並べるまでの年末のビックイベントとして成長した。しかし、このような音楽祭が視聴率を稼ぐようになると、今まで一致協力していた各局がそれぞれ趣向を凝らした音楽祭を独自に企画し、『日本テレビ音楽祭』（日本テレビ）、『FNS歌謡祭』（フジテレビ）、『あなたが選ぶ全日本歌謡音楽祭』（テレビ朝日）、『メガロポリス歌謡祭』（テレビ東京）、『銀座音楽祭』（ニッポン放送）、『新宿音楽祭』（文化放送）、『横浜音楽祭』（ラジオ日本）、『リスナーズグランプリ』（FM東京）といった具合に各種音楽祭が目白押しとなった。こうした乱造気味とも思える状況と、手前勝手さにあきらめを覚えた池田は、連盟委員長を最後にその場を去った。

## 略歴
- 慶應義塾高等部を卒業。
- 慶應義塾大学を卒業。
- 1956年　三晃社に入社。
- 1958年　ニッポン放送に転職。
- 1962年　日本テレビに転職。
- 1964年　「グランド・バラエティー・ショー」を担当。
- 1971年　「スター誕生!」のプロデューサーを担当（〜1981年?）。
- 1982年　「歌のワイド90分!」のプロデューサーを担当。
- 1984年　日本テレビを退社。個人事務所「池田オフィス」を設立し、フリーのプロデューサーとして活動。
- 2003年　心不全で死去。

## 作品

### テレビ
- スター誕生!
- 紅白歌のベストテン
- シャボン玉ホリデー（第2期（1976年10月9日 - 1977年3月26日））[10]
- ザ・トップテン
- 日曜9時は遊び座です
- 雨に眠れ
- 瞳に星なおんなたち（1993年日本テレビ系で放送されたドラマ、「スター誕生!」卒業生の中森明菜と小泉今日子のダブル主演。企画名義で参加）

### 映画
- 花の高2トリオ 初恋時代（1975年、東宝）

### 著書
- 『テレビ人生!「そんなわけで!!」録 「スター誕生!」回想録』コアラブックス、1985年12月。

## 演じた俳優
- 及川光博 - 『ヒットメーカー 阿久悠物語』（2008年、日本テレビ）
- 八嶋智人 - 『時代をつくった男 阿久悠物語』（2017年、日本テレビ、役名は池沢文男）